# Symphyotrichum georgianum
Symphyotrichum georgianum е вид цъфтящо растение от семейство Сложноцветни (Compositae). Видът е световно застрашен, със статут Уязвим.

## Разпространение
Видът е разпространен в югоизточната част на САЩ, където се среща в Алабама, Флорида, Джорджия, Северна и Южна Каролина. Предполага се, че може да е изчезнал от щата Флорида.